# 龙汇路
龙汇路是中华人民共和国上海市浦东新区的一条街道，东西走向。东起龙阳路，西至沪南路，全长1.4公里。

## 周边建筑物
- 龙阳路站（上海磁浮示范运营线、上海轨道交通2号线、上海轨道交通7号线、上海轨道交通16号线、上海轨道交通18号线）

## 交会道路（东向西）
- 龙阳路
- 白杨路
- 沪南路